# Marque de marchand
Une marque de marchand ou une marque de marchandise est un signe géométrique, voire une lettre ou un monogramme, imprimé par une personnalité du commerce. Elle marque la propriété des marchandises et a un rôle essentiel lors des péages (paiement et exemptions de taxes).

## Historique
Une des premières mentions de ces marques remonte à 1355 dans l'ouvrage De insigniis et armis. On les retrouve ensuite régulièrement mentionnées dans des registres de commerce et de péage.

## Usage géographique
Un usage de ces marques est mentionné en France, en Allemagne et en Italie,.

## Fonction
Pour le transport, les marchandises étaient entourées de toile afin de les protéger. Les marques sont apposées par les marchands afin de « signée de ma marque » le colis et ainsi prouver qu'ils leur appartiennent. Les marques permettent à toutes les personnes du secteur du commerce, y compris les analphabètes qui chargent et déchargent les marchandises, de reconnaître les différents marchands. Cet usage est courant pour pallier les problèmes de circulation (naufrages des colis), mais aussi lors des péages pour obtenir des exemptions de taxe. Ainsi, au XIVe siècle, plusieurs villes libres impériales de l'actuelle Allemagne sont exemptés de droits d'entrée sur de grands axes de commerce jusqu'à Lyon.

Exemples de marques de marchands lors des foires de Lyon (1562-1606)
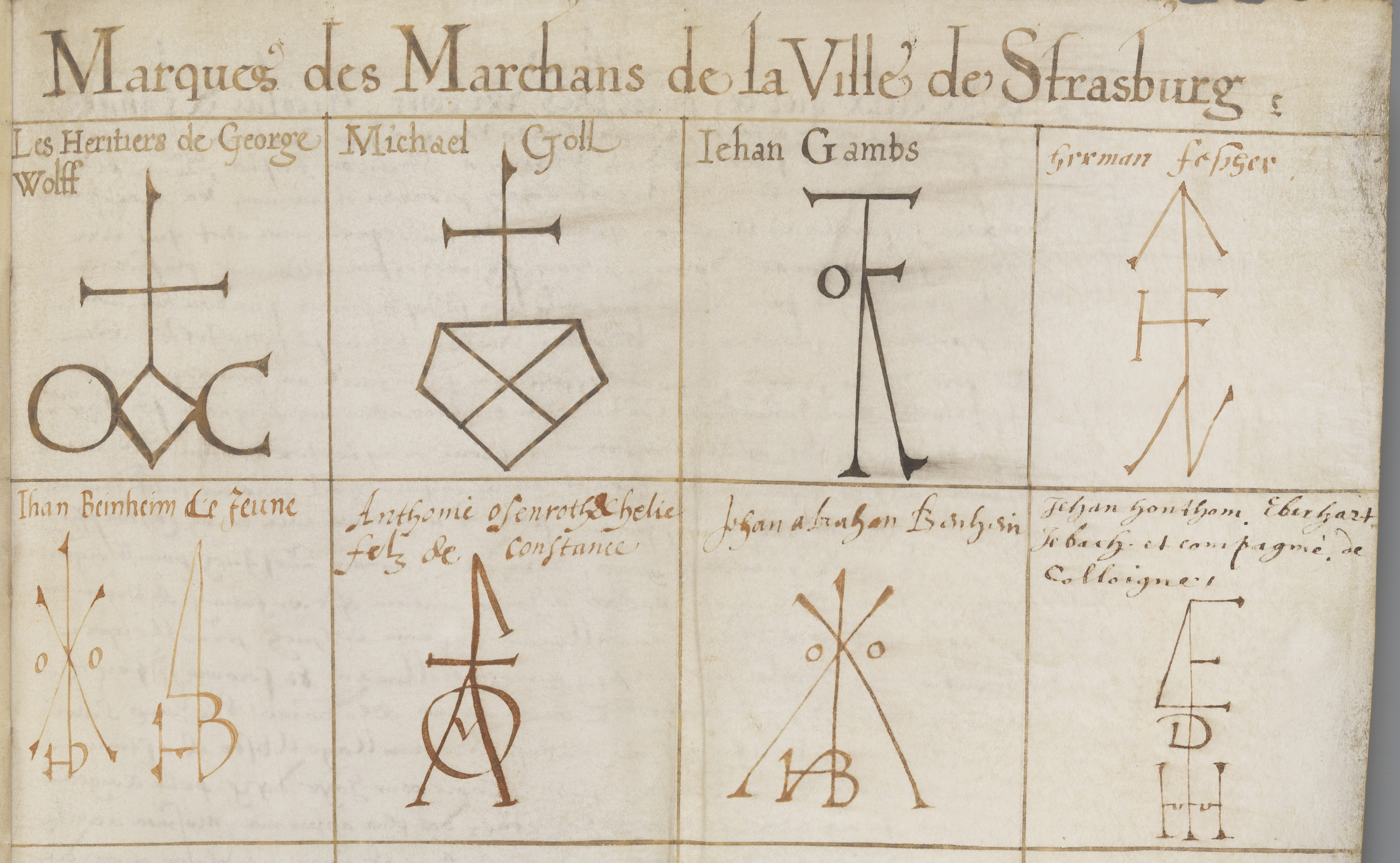
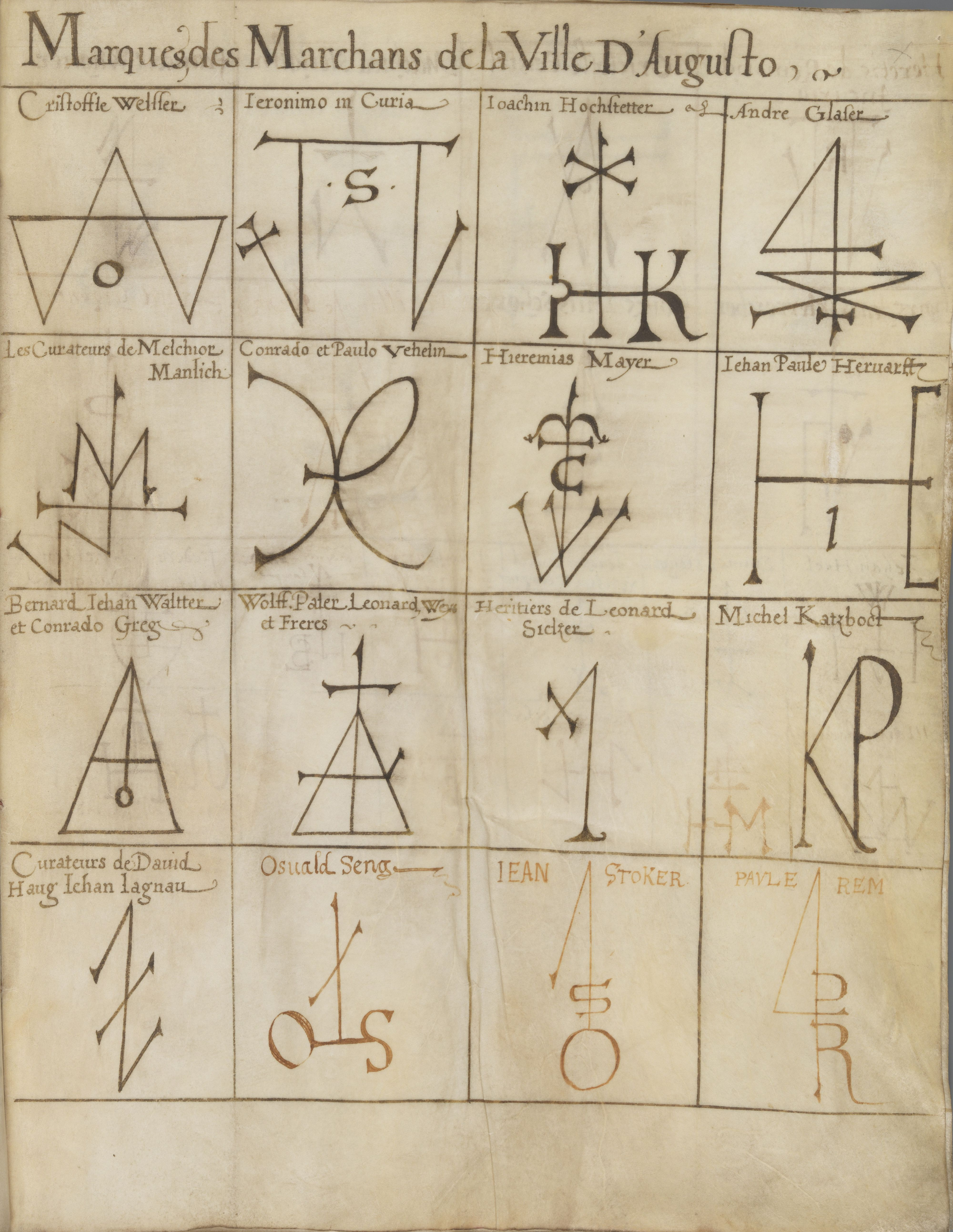
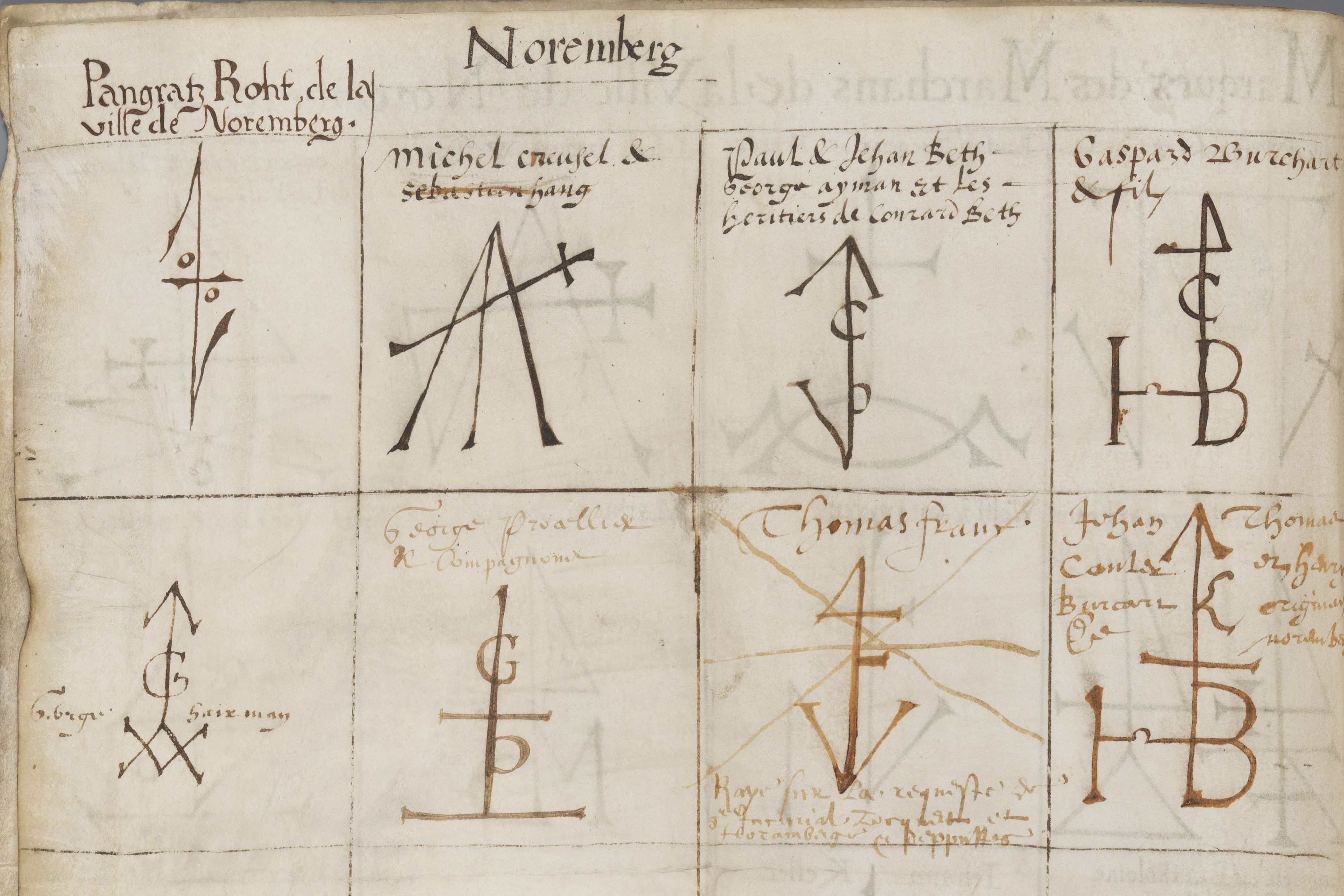
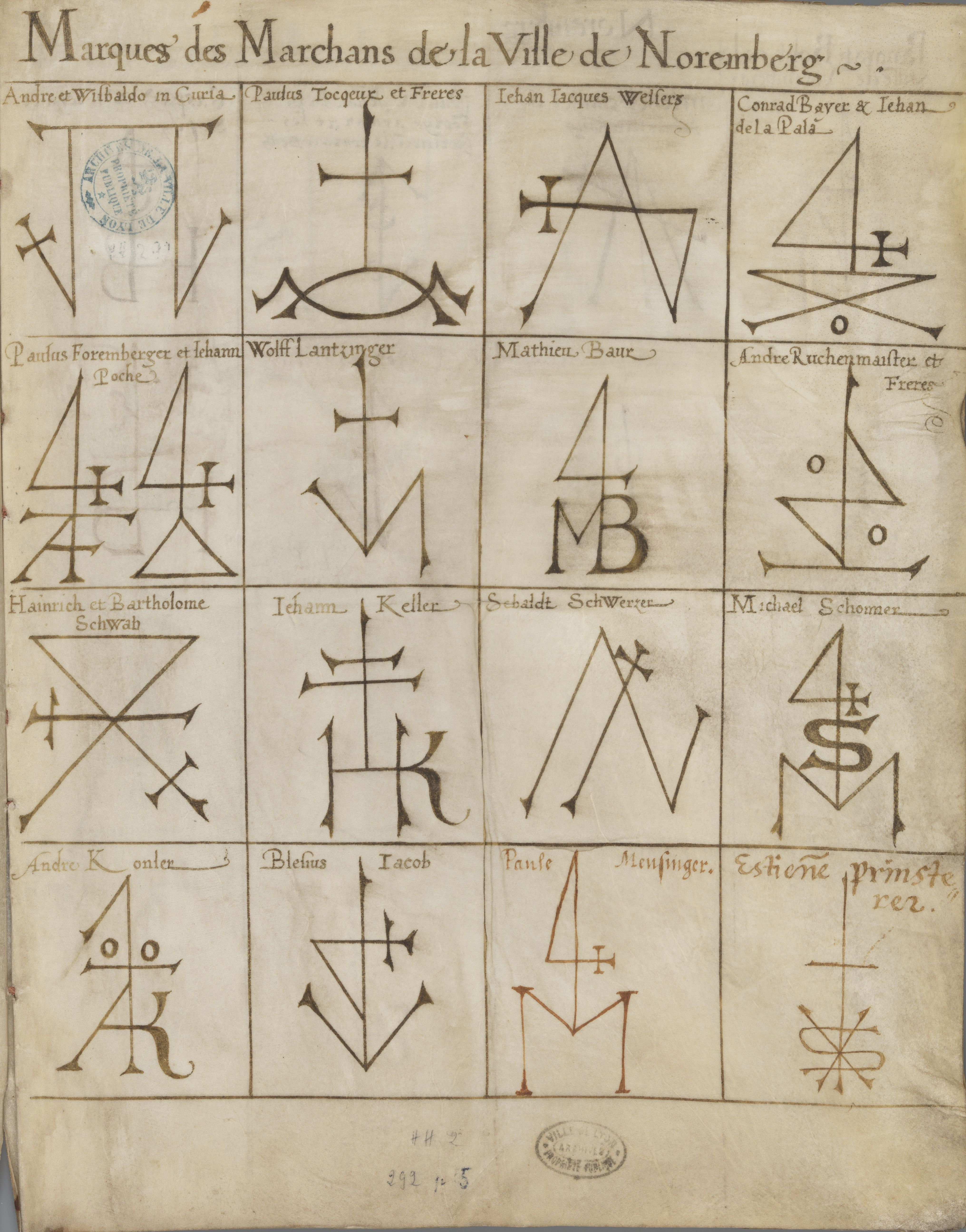
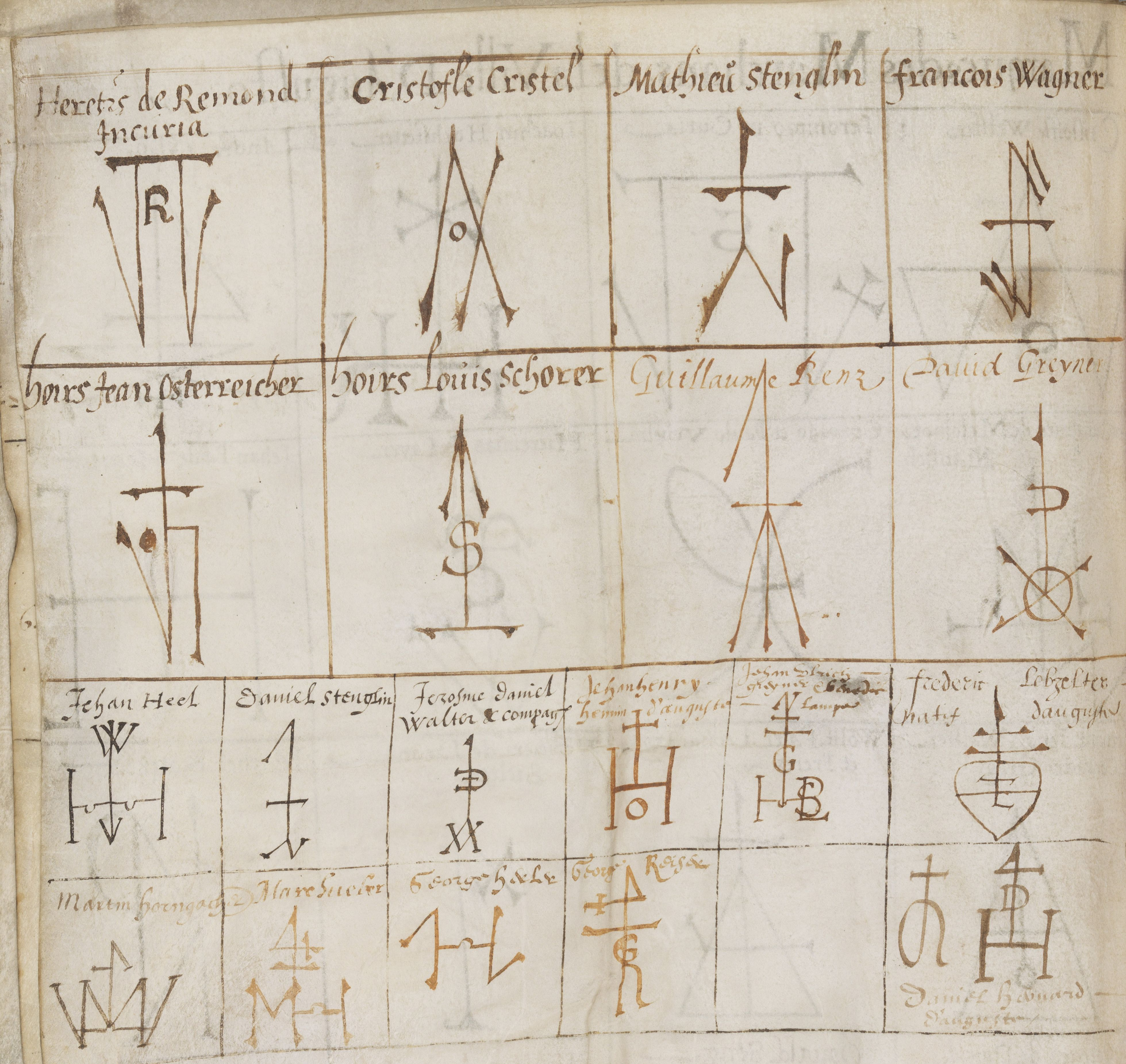